# غني للحظة

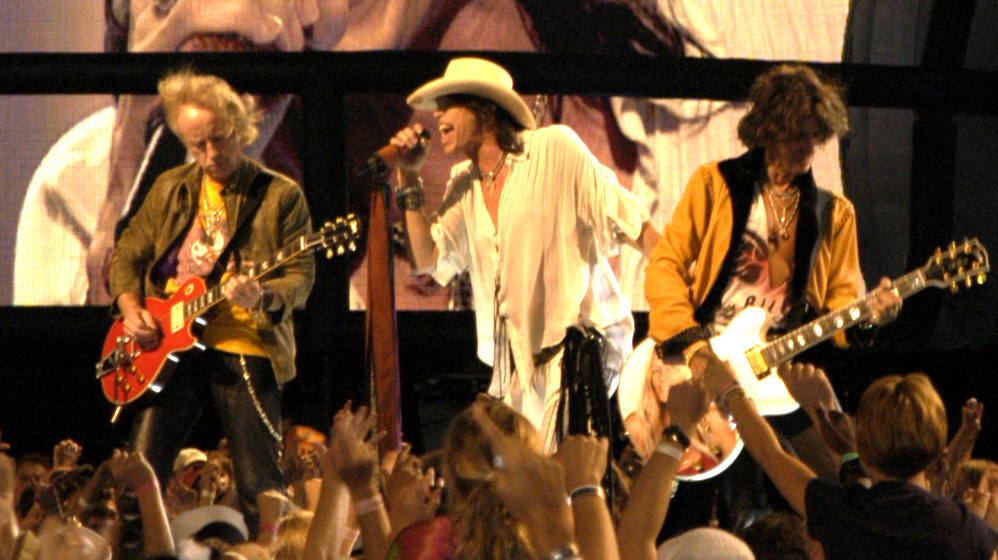

Sing for the Moment وتعني بالإنجليزية غنّي للحظة (الغناء للحظة)، هي أغنية لمغني الراب الأمريكي إمينيم، صدرت كاغنية فردية Single سنة 2003، ثم الحقها امنم بالبومة ذا إمينم شو أو عرض أمنم.
أيروسميث
الكليب
في نفس عام صدور الأغنية أي سنة 2003، نشر امنم فيديو كليب بعنوان الأغنية وهو في الحقيقة عبارة على مونتاج لاشهر صور مغني الراب وأكبر حفلاته. ويظهر في هذه الصور العديد من المشاهير من محيط امنم امثال دكتور دري (Dr.Dre) و 50 سنت كما احتلت هذه الأغنية المراتب الأولي في العديد من البلادمثل بلجيكا وكندا وأستراليا وغيرها.

## روابط خارجية
- غني للحظة على موقع أول موفي (الإنجليزية)